# Nomocharis meleagrina
Nomocharis meleagrina är en liljeväxtart som beskrevs av Adrien René Franchet. Nomocharis meleagrina ingår i släktet Nomocharis och familjen liljeväxter. Inga underarter finns listade.